# O lobo e o cordeiro

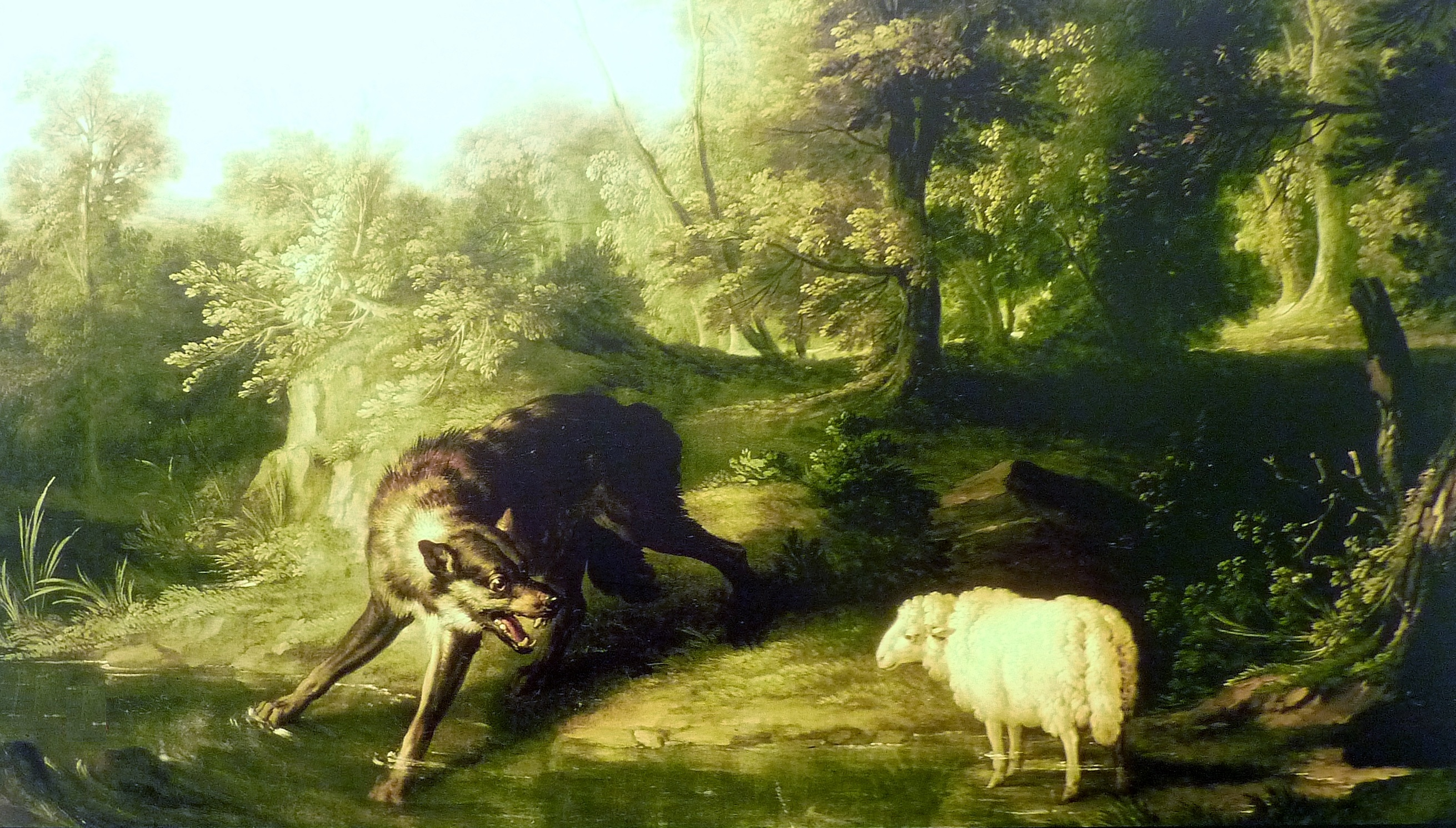
Pintura a óleo da fábula de Jean-Baptiste Oudry

O Lobo e o Cordeiro é uma fábula bem conhecida de Esopo e está numerada 155 no Índice de Perry.  Existem várias histórias variantes de injustiça tirânica nas quais uma vítima é falsamente acusada e morta, apesar de uma defesa razoável.

## A fábula e suas variantes
No meio de uma floresta, um lobo encontra um cordeiro, enquanto ambos estão bebendo de um riacho, e para justificar tirar sua vida, acusa-o de vários delitos, todos os quais o cordeiro prova ser impossíveis. Perdendo a paciência, o lobo responde que as ofensas devem ter sido cometidas por algum outro membro da família do cordeiro e que ele não propõe atrasar sua refeição perguntando mais. Existem versões da fábula tanto no grego de Babrius  quanto no latim de Fedro, e foi recontada em latim durante a Idade Média . A moral extraída daí é que o tirano sempre pode encontrar uma desculpa para sua tirania e que o injusto não ouvirá o raciocínio do inocente.
Em sua releitura da fábula de 1692, Roger L'Estrange usou o provérbio inglês "É fácil encontrar um cajado para vencer um cão" para resumir o sentimento de que qualquer desculpa arbitrária servirá aos poderosos.  Em uma data um pouco anterior, Jean de la Fontaine começou sua versão muito semelhante da história com o resumo moral de seu significado, La raison du plus fort est toujours la meilleure  (O lado mais forte sempre leva o argumento).  A linha eventualmente se tornou proverbial em francês e foi glosada com o provérbio inglês alternativo, "Might makes right", como seu equivalente.  A tradução de Ivan Krylov do francês  também foi próxima e deu à língua russa dois provérbios. O primeiro, "O mais forte sempre culpa o mais fraco" ("У сильного всегда бессильный виноват"), é retirado do primeiro verso do poema. O segundo uso idiomático é fornecido pela resposta final do lobo ao raciocínio do cordeiro, "Minha necessidade de comida é culpa suficiente sua" ("Ты виноват уж тем, что хочется мне кушать"), e é usado ironicamente para alguém que procura por culpados, não importa o que a justiça exija. 
Uma história variante atribuída a Esopo existe em fontes gregas. Esta é a fábula do galo e do gato, que é numerada separadamente como 16 no Índice de Perry.  Buscando um pretexto razoável para matar o galo, o gato o acusa de acordar as pessoas de manhã cedo e depois de incesto com suas irmãs e filhas. Em ambos os casos, o galo responde que a humanidade se beneficia de suas atividades. Mas o gato termina o argumento observando que agora é sua hora do café da manhã e "Gatos não vivem de diálogos".  Subjacente a ambas as fábulas está um provérbio latino, expresso de várias maneiras,  que "uma barriga vazia não tem ouvidos" ou, como diz o equivalente espanhol, "Lobo hambriento no tiene asiento" (um lobo faminto não fica por aí). 
A fábula também tem análogos orientais. Um deles é o budista Dipi Jataka , no qual os protagonistas são uma pantera e uma cabra. A cabra se desviou para a presença de uma pantera e tenta evitar seu destino cumprimentando o predador educadamente. Ela é acusada de pisar em sua cauda e depois de assustar sua presa, crime pelo qual é feita para substituir.  Uma história semelhante envolvendo pássaros é encontrada entre as fábulas persas de Bidpai como "A perdiz e o falcão".  A acusação injusta é que a perdiz está ocupando toda a sombra, deixando o falcão no sol quente. Quando a perdiz aponta que é meia-noite, ela é morta pelo falcão por contradizer.

### Morais
- Contra a força não há argumentos.
- Contra a pressão bruta não há argumentos.
- Até mesmo as pessoas aparentemente inocentes podem ter más intenções.
- Não há sabedoria em tentar argumentar com uma pessoa desonesta.
- Os poderosos muitas vezes usam desculpas injustas para justificar suas ações.
- A verdade muitas vezes é distorcida para atender aos interesses dos mais fortes.

## Aplicações morais

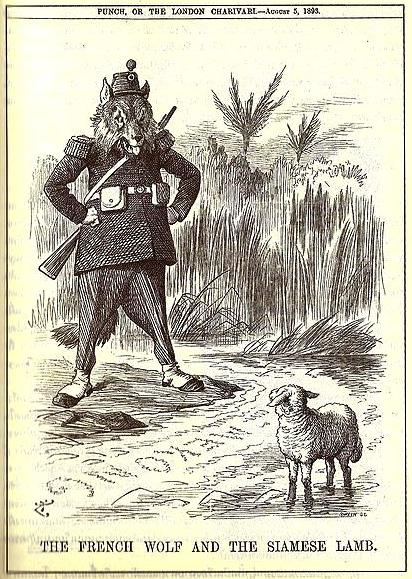
Uma charge em quadrinhos do lobo e o cordeiro de 1893

Ao longo dos séculos, os intérpretes da fábula a aplicaram a injustiças prevalentes em seus próprios tempos. As Fábulas Morais do século XV , do poeta escocês Robert Henryson, retratam o colapso social generalizado. O Cordeiro apela à lei natural, às Escrituras e à lei estatutária, e é respondido pelo Lobo com perversões de todas elas. Então Henryson, em sua própria pessoa, comenta que há três tipos de lobos contemporâneos que oprimem os pobres: advogados desonestos; proprietários de terras com a intenção de estender suas propriedades; e aristocratas que exploram seus inquilinos. 
Uma aplicação política da fábula às relações internacionais é uma charge da Punch de 1893 publicada quando a Grã-Bretanha e a França estavam pensando em estender sua influência colonial para a Tailândia e estavam procurando desculpas para fazê-lo. Um lobo em uniforme do exército francês olha para o cordeiro tailandês do outro lado do rio Mekong . Muito antes, a presença da fábula nas bordas da Tapeçaria de Bayeux do século XI (veja acima) sugeriu um comentário político semelhante sendo feito pelas bordadeiras inglesas para expressar sua discordância e horror à invasão normanda da Grã-Bretanha em 1066.

## Aplicações artísticas
A história estava entre aquelas incluídas nas Fábulas de La Fontaine (I.10) e foi musicada por vários compositores franceses, incluindo
- Louis-Nicolas Clérambault no início do século XVIII.(Op. 72 1875) [3]
- Alfred Yung (1836–1913), uma configuração para duas vozes iguais (1862) (1862)[4]
- Louis Lacombe, entre suas Fábulas de La Fontaine (Op. 72 1875)
- Charles Lecocq em Seis Fábulas de Jean de la Fontaine para voz e piano (1900)[5]
- André Capletem Trois Fables de Jean de la Fontaine para voz e piano (1919) [6]
- Marie-Madeleine Duruflé (1921–1999) em 6 Fables de La Fontaine para coro feminino a cappella choir (1960)[7]
- Isabelle Aboulker em Les Fables encantadas (1979)[8]
- Claude Ballif, a última das suas Chansonettes: 5 Fábulas de La Fontaine para pequeno coro misto (Op. 72, Nº1 1995)
- Vladimir Cosma, como a oitava peça em Eh bien ! Dansez maintenant (2006), uma interpretação alegre para narrador e orquestra no estilo de um pasodoble[9]
- Sacha Chaban, um cenário para orquestra e recitação (2012)[10]
- ''O Lobo e o Cordeiro e outras fábulas de La Fontaine'' feito por Ale mchaddo no estúdio de animação Vídeo Brinquedo.[11]

A fábula de La Fontaine em tradução catalã faz parte de Siete Fabulas de La Fontaine de Xavier Benguerel i Godó para recitação com acompanhamento orquestral. Mas foi a tradução alemã de Martin Luther, Fabel Vom Wolf und Lämmlein, que Hans Poser definiu para coro masculino e acompanhamento em seu Die Fabeln des Äsop (Op. 28, 1956). Um balé baseado na fábula foi coreografado em 2004 por Béatrice Massin para a apresentação composta de Annie Sellem, Les Fables à La Fontaine. Isto foi interpretado para a música barroca de Marin Marais.
A fábula também foi tema de várias pinturas de Jean-Baptiste Oudry, incluindo uma sobre a porta do Grand Cabinet du Dauphin no Palácio de Versalhes (1747) e uma tela atualmente mantida nos Museus de Metz. No século 19, foi objeto de uma estátua de Hippolyte Heizler (1828 a 1871), atualmente no  Jardim botânico de Le Mans, na qual o lobo olha ameaçadoramente para o diminuto cordeiro. Mais tarde, a fábula figurou em dois selos franceses: primeiro, um retrato de La Fontaine, de 1938, com a história ilustrada em um painel abaixo; there was also a six-stamp strip issued in 1995 to commemorate the third centenary of La Fontaine's death, in which the lamb is shown as startled by the wolf's reflection in the water. In 1977 Burundi issued a four-stamp block of fables where the designs are based on Gustave Doré's illustrations, of which this fable is one.

## Ver também

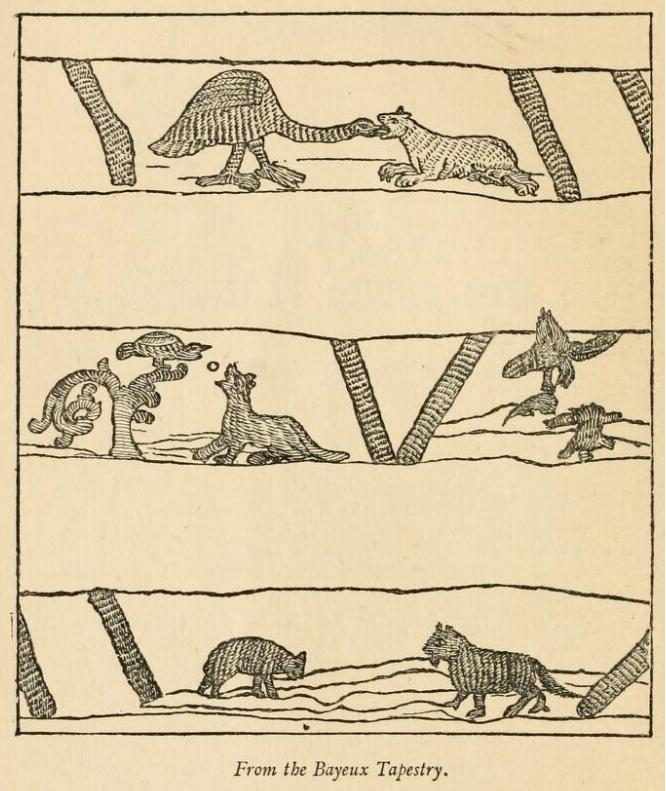
Três fábulas de Esopo sobre a Tapeçaria de Bayeux do século XI, com O Lobo e o Cordeiro na parte inferior